# Водное поло на летней Универсиаде 2013
Соревнования по водному поло на XXVII Всемирной Летней Универсиаде прошли с 5 по 17 июля 2013 года в Казани (Россия). Разыграно 2 комплекта наград.
Жеребьёвка мужского и женского турниров по водному поло состоялась 6 апреля 2013 года в гостиничном торгово-развлекательном комплексе «Корстон» в Казани. Сборная России на правах страны-хозяйки Универсиады, как и в мужском, так и в женском турнире, была посеяна в группе A под номером 1.

## Соревнования
| П | Предварительный раунд | ¼ | Четвертьфиналы | ½ | Полуфиналы | Ф | Финал |

| Турнир  | 5 июля День 0 | 6 июля День 1 | 7 июля День 2 | 8 июля День 3 | 9 июля День 4 | 10 июля День 5 | 11 июля День 6 | 12 июля День 7 | 13 июля День 8 | 14 июля День 9 | 15 июля День 10 | 16 июля День 11 | 17 июля День 12 |
| ------- | ------------- | ------------- | ------------- | ------------- | ------------- | -------------- | -------------- | -------------- | -------------- | -------------- | --------------- | --------------- | --------------- |
| Мужчины | П             |               | П             | П             |               | П              | П              |                | ¼              |                | ½               |                 | Финал           |
| Женщины |               | П             |               | П             |               | П              |                | ¼              |                | ½              |                 | Финал           |                 |

### Мужской турнир
| Команда   | И | О |
| --------- | - | - |
| Россия    | 1 | 2 |
| Япония    | 1 | 2 |
| Венгрия   | 1 | 2 |
| Австралия | 1 | 0 |
| Канада    | 1 | 0 |
| Грузия    | 1 | 0 |

| Команда    | И | О |
| ---------- | - | - |
| Сербия     | 0 | 0 |
| США        | 0 | 0 |
| Италия     | 0 | 0 |
| Бразилия   | 0 | 0 |
| Черногория | 0 | 0 |
| Бельгия    | 0 | 0 |

### Женский турнир
| Команда | И | О |
| ------- | - | - |
| Россия  | 0 | 0 |
| Канада  | 0 | 0 |
| Италия  | 0 | 0 |
| Япония  | 0 | 0 |

| Команда   | И | О |
| --------- | - | - |
| США       | 0 | 0 |
| Австралия | 0 | 0 |
| Франция   | 0 | 0 |
| Венгрия   | 0 | 0 |

## Медалисты
| Турнир  | Золото  | Серебро | Бронза |
| Мужчины | Венгрия | Россия  | Сербия |
| Женщины | Россия  | Венгрия | Италия |

## Медальный зачёт
| Поз.  | Страна  | Золото | Серебро | Бронза | Всего |
| 1     | Россия  | 1      | 1       | 0      | 2     |
| 1     | Венгрия | 1      | 1       | 0      | 2     |
| 3     | Италия  | 0      | 0       | 1      | 1     |
| 4     | Сербия  | 0      | 0       | 1      | 1     |
| Всего | Всего   | 2      | 2       | 2      | 6     |

## Спортивные объекты
| Дворец Водных видов спорта |
| -------------------------- |
|                            |
| Вместимость: 4 200         |